# Cyclinella tenuis
Cyclinella tenuis is een tweekleppigensoort uit de familie van de Veneridae. De wetenschappelijke naam van de soort is voor het eerst geldig gepubliceerd in 1852 door Récluz.